# Bắn súng tại Đại hội Thể thao châu Á 2022
Bắn súng tại Đại hội Thể thao châu Á 2022 được tổ chức tại Trung tâm Thể thao Phú Dương Ngân Hồ ở Hàng Châu, Trung Quốc từ ngày 24 tháng 9 đến ngày 1 tháng 10 năm 2023.

## Quốc gia tham dự
Có tổng cộng 675 vận động viên đến từ 36 quốc gia tham gia thi đấu môn Bắn súng tại Đại hội Thể thao châu Á 2022:
- Bahrain (22)
- Bangladesh (22)
- Bhutan (2)
- Trung Quốc (42)
- Đài Bắc Trung Hoa (24)
- Hồng Kông (2)
- Indonesia (33)
- Ấn Độ (33)
- Iran (27)
- Jordan (6)
- Nhật Bản (27)
- Kazakhstan (47)
- Kuwait (25)
- Kyrgyzstan (4)
- Lào (3)
- Liban (6)
- Ma Cao (12)
- Malaysia (18)
- Maldives (8)
- Mông Cổ (27)
- Nepal (2)
- CHDCND Triều Tiên (12)
- Oman (11)
- Pakistan (18)
- Philippines (16)
- Qatar (41)
- Ả Rập Xê Út (12)
- Singapore (19)
- Hàn Quốc (47)
- Đông Timor (2)
- Tajikistan (4)
- Thái Lan (37)
- UAE (11)
- Uzbekistan (11)
- Việt Nam (31)
- Yemen (2)

## Lịch thi đấu
| Q | Vòng loại | F | Chung kết |

| ND↓/Ngày →                                     | 24/09 CN | 24/09 CN | 25/09 Thứ 2 | 25/09 Thứ 2 | 26/09 Thứ 3 | 26/09 Thứ 3 | 27/09 Thứ 4 | 27/09 Thứ 4 | 28/09 Thứ 5 | 28/09 Thứ 5 | 29/09 Thứ 6 | 29/09 Thứ 6 | 30/09 Thứ 7 | 30/09 Thứ 7 | 1/10 CN |   |
| ---------------------------------------------- | -------- | -------- | ----------- | ----------- | ----------- | ----------- | ----------- | ----------- | ----------- | ----------- | ----------- | ----------- | ----------- | ----------- | ------- | - |
| Súng ngắn hơi 10 mét nam                       |          |          |             |             |             |             |             |             | Q           | F           |             |             |             |             |         |   |
| Súng ngắn hơi 10 mét đồng đội nam              |          |          |             |             |             |             |             |             | F           | F           |             |             |             |             |         |   |
| Súng ngắn bắn nhanh 25 mét nam                 | Q        | Q        | F           | F           |             |             |             |             |             |             |             |             |             |             |         |   |
| Súng ngắn bắn nhanh 25 mét đồng đội nam        | Q        | Q        | F           | F           |             |             |             |             |             |             |             |             |             |             |         |   |
| Súng trường hơi 10 mét nam                     |          |          | Q           | F           |             |             |             |             |             |             |             |             |             |             |         |   |
| Súng trường hơi 10 mét đồng đội nam            |          |          | F           |             |             |             |             |             |             |             |             |             |             |             |         |   |
| Súng trường 3 tư thế 50 mét nam                |          |          |             |             |             |             |             |             |             |             | Q           | F           |             |             |         |   |
| Súng trường 3 tư thế 50 mét đồng đội nam       |          |          |             |             |             |             |             |             |             |             | Q           | F           |             |             |         |   |
| Bắn mục tiêu di chuyển 10 mét nam              |          |          | F           |             |             |             |             |             |             |             |             |             |             |             |         |   |
| Bắn mục tiêu di chuyển 10 mét đồng đội nam     |          |          | F           |             |             |             |             |             |             |             |             |             |             |             |         |   |
| Bắn mục tiêu di chuyển 10 mét hỗn hợp          |          |          |             |             | F           |             |             |             |             |             |             |             |             |             |         |   |
| Bắn mục tiêu di chuyển 10 mét đồng đội hỗn hợp |          |          |             |             | F           |             |             |             |             |             |             |             |             |             |         |   |
| Bắn skeet nam                                  |          |          |             |             | Q           | Q           | F           | F           |             |             |             |             |             |             |         |   |
| Bắn skeet đồng đội nam                         |          |          |             |             | Q           | Q           | F           | F           |             |             |             |             |             |             |         |   |
| Bắn trap nam                                   |          |          |             |             |             |             |             |             |             |             |             |             | Q           | Q           | F       | F |
| Bắn trap đồng đội nam                          |          |          |             |             |             |             |             |             |             |             |             |             | Q           | Q           | F       | F |
| Súng ngắn hơi 10 mét nữ                        |          |          |             |             |             |             |             |             |             |             | Q           | F           |             |             |         |   |
| Súng ngắn hơi 10 mét đồng đội nữ               |          |          |             |             |             |             |             |             |             |             | F           | F           |             |             |         |   |
| Súng ngắn hơi 25 mét nữ                        |          |          |             |             | Q           | Q           | F           | F           |             |             |             |             |             |             |         |   |
| Súng ngắn hơi 25 mét đồng đội nữ               |          |          |             |             | Q           | Q           | F           | F           |             |             |             |             |             |             |         |   |
| Súng trường hơi 10 mét nữ                      | Q        | F        |             |             |             |             |             |             |             |             |             |             |             |             |         |   |
| Súng trường hơi 10 mét đồng đội nữ             | F        |          |             |             |             |             |             |             |             |             |             |             |             |             |         |   |
| Bắn 3 tư thế 50 mét nữ                         |          |          |             |             |             |             | Q           | F           |             |             |             |             |             |             |         |   |
| Bắn 3 tư thế 50 mét đồng đội nữ                |          |          |             |             |             |             | Q           | F           |             |             |             |             |             |             |         |   |
| Bắn mục tiêu di chuyển 10 mét nữ               |          |          | F           |             |             |             |             | F           |             |             |             |             |             |             |         |   |
| Bắn mục tiêu di chuyển 10 mét đồng đội nữ      |          |          | F           |             |             |             |             | F           |             |             |             |             |             |             |         |   |
| Bắn skeet nữ                                   |          |          |             |             | Q           | Q           | F           | F           |             |             |             |             |             |             |         |   |
| Bắn skeet đồng đội nữ                          |          |          |             |             | Q           | Q           | F           | F           |             |             |             |             |             |             |         |   |
| Bắn trap nữ                                    |          |          |             |             |             |             |             |             |             |             |             |             | Q           | Q           | F       | F |
| Bắn trap đồng đội nữ                           |          |          |             |             |             |             |             |             |             |             |             |             | Q           | Q           | F       | F |
| Súng ngắn hơi 10 mét đồng đội hỗn hợp          |          |          |             |             |             |             |             |             |             |             |             |             | Q           | F           |         |   |
| Súng trường hơi 10 mét đồng đội hỗn hợp        |          |          |             |             | Q           | F           |             |             |             |             |             |             |             |             |         |   |
| Bắn skeet đồng đội hỗn hợp                     |          |          |             |             |             |             |             |             | Q           | F           |             |             |             |             |         |   |

## Bảng tổng sắp huy chương
| Hạng                | Đoàn                | Vàng | Bạc | Đồng | Tổng số |
| ------------------- | ------------------- | ---- | --- | ---- | ------- |
| 1                   | Trung Quốc          | 16   | 9   | 4    | 29      |
| 2                   | Ấn Độ               | 7    | 9   | 6    | 22      |
| 3                   | Kazakhstan          | 3    | 2   | 5    | 10      |
| 4                   | Hàn Quốc            | 2    | 4   | 8    | 14      |
| 5                   | Indonesia           | 2    | 0   | 3    | 5       |
| 6                   | CHDCND Triều Tiên   | 1    | 3   | 1    | 5       |
| 7                   | Kuwait              | 1    | 3   | 0    | 4       |
| 8                   | Việt Nam            | 1    | 1   | 1    | 3       |
| 9                   | Qatar               | 0    | 1   | 2    | 3       |
| 10                  | Uzbekistan          | 0    | 1   | 1    | 2       |
| 11                  | Iran                | 0    | 0   | 1    | 1       |
| 11                  | Thái Lan            | 0    | 0   | 1    | 1       |
| 11                  | Đài Bắc Trung Hoa   | 0    | 0   | 1    | 1       |
| 11                  | Pakistan            | 0    | 0   | 1    | 1       |
| 11                  | Mông Cổ             | 0    | 0   | 1    | 1       |
| Tổng số (15 đơn vị) | Tổng số (15 đơn vị) | 33   | 33  | 36   | 102     |

## Danh sách huy chương

### Nam
| Nội dung                                       | Vàng                                                                           | Bạc                                                                      | Đồng                                                                             |
| ---------------------------------------------- | ------------------------------------------------------------------------------ | ------------------------------------------------------------------------ | -------------------------------------------------------------------------------- |
| Súng ngắn hơi 10 mét                           | Phạm Quang Huy · Việt Nam                                                      | Lee Won-ho · Hàn Quốc                                                    | Svechnikov Vladimir · Uzbekistan                                                 |
| Súng ngắn hơi 10 mét đồng đội                  | Ấn Độ · Sarabjot Singh · Cheema Arjun Singh · Shiva Narwal                     | Trung Quốc · Liu Jin-yao · Xie Yu · Zhang Bo-wen                         | Việt Nam · Lại Công Minh · Phạm Quang Huy · Phan Công Minh                       |
| Súng ngắn bắn nhanh 25 mét                     | Li Yue-hong · Trung Quốc                                                       | Liu Yang-pan · Trung Quốc                                                | Nikita Chiryukin · Kazakhstan                                                    |
| Súng ngắn bắn nhanh 25 mét đồng đội            | Trung Quốc · Li Yue-hong · Liu Yang-pan · Wang Xin-jie                         | Hàn Quốc · Kim Seo-jun · Lee Gun-hyeok · Song Jong-ho                    | Ấn Độ · Adarsh Singh · Anish Bhanwala · Vijavyeer Sidhu                          |
| Súng trường hơi 10 mét                         | Sheng Li-hao · Trung Quốc                                                      | Park Ha-jun · Hàn Quốc                                                   | Aishwary Pratap Singh Tomar · Ấn Độ                                              |
| Súng trường hơi 10 mét đồng đội                | Ấn Độ · Divyansh Singh Panwar · Rudrankksh Patil · Aishwary Pratap Singh Tomar | Hàn Quốc · Kim Sang-do · Nam Tae-yun · Park Ha-jun                       | Trung Quốc · Du Lin-shu · Sheng Li-hao · Yu Hao-nan                              |
| Súng trường 3 tư thế 50 mét                    | Du Lin-shu · Trung Quốc                                                        | Aishwary Pratap Singh Tomar · Ấn Độ                                      | Tian Jia-ming · Trung Quốc                                                       |
| Súng trường 3 tư thế 50 mét đồng đội           | Ấn Độ · Aishwary Pratap Singh Tomar · Akhil Sheoran · Swapnil Kusale           | Trung Quốc · Tian Jia-ming · Yu Hao · Du Lin-shu                         | Hàn Quốc · Mo Dai-seong · Kim Jong-hyun · Kim Sang-do                            |
| Bắn mục tiêu di chuyển 10 mét                  | Muhammad Sejahtera Dwi Putra · Indonesia                                       | Ngô Hữu Vương · Việt Nam                                                 | Jeong You-jin · Hàn Quốc                                                         |
| Bắn mục tiêu di chuyển 10 mét đồng đội         | Hàn Quốc · Kwak Yong-bin · Ha Kwang-chul · Jeong You-jin                       | CHDCND Triều Tiên · Kwon Kwang-il · Pak Myong-won · Yu Song-jun          | Indonesia · Muhammad Badri Akbar · Muhammad Sejahtera Dwi Putra · Irfandi Julio  |
| Bắn mục tiêu di chuyển 10 mét hỗn hợp          | Muhammad Sejahtera Dwi Putra · Indonesia                                       | Kwon Kwang-il · CHDCND Triều Tiên                                        | Jeong You-jin · Hàn Quốc                                                         |
| Bắn mục tiêu di chuyển 10 mét đồng đội hỗn hợp | Hàn Quốc · Kwak Yong-bin · Ha Kwang-chul · Jeong You-jin                       | Kazakhstan · Bakhtiyar Ibrayev · Andrey Khudyakov · Assadbek Nazirkulyev | Indonesia · Muhammad Badri Akbar · Muhammad Sejahtera Dwi Putra · Irfandi Julio  |
| Bắn trap                                       | Qi Ying · Trung Quốc                                                           | Talal Al-Rashidi · Kuwait                                                | Kynan Chenai · Ấn Độ                                                             |
| Bắn trap đồng đội                              | Ấn Độ · Prithviraj Tondaiman · Zoravar Singh Sandhu · Kynan Chenai             | Kuwait · Abdulrahman Al-Faihan · Talal Al-Rashidi · Khaled Al-Mudhaf     | Trung Quốc · Wang Yu-hao · Qi Ying · Guo Yu-hao                                  |
| Bắn skeet                                      | Abdullah Al-Rashidi · Kuwait                                                   | Anantjeet Singh Naruka · Ấn Độ                                           | Nasser Al-Attiyah · Qatar                                                        |
| Bắn skeet đồng đội                             | Trung Quốc · Wu Yun-xuan · Liu Jiang-chi · Han Xu                              | Qatar · Nasser Al-Attiyah · Rashid Saleh Hamad · Masoud Saleh Al-Athba   | Ấn Độ · Anantjeet Singh Naruka · Gurjoat Siingh Khangura · Angad Vir Singh Bajwa |

### Nữ
| Nội dung                               | Vàng                                                          | Bạc                                                                         | Đồng                                                                            |
| -------------------------------------- | ------------------------------------------------------------- | --------------------------------------------------------------------------- | ------------------------------------------------------------------------------- |
| Súng ngắn hơi 10 mét                   | Palak Gulia · Ấn Độ                                           | Esha Singh · Ấn Độ                                                          | Kishmala Talat · Pakistan                                                       |
| Súng ngắn hơi 10 mét đồng đội          | Trung Quốc · Zhao Nan · Li Xue · Jiang Ran-xin                | Ấn Độ · Divya T. S. · Esha Singh · Palak Gulia                              | Đài Bắc Trung Hoa · Yu Ai-wen · Wu Chia-ying · Liu Heng-yu                      |
| Súng ngắn hơi 25 mét                   | Liu Rui · Trung Quốc                                          | Esha Singh · Ấn Độ                                                          | Yang Ji-in · Hàn Quốc                                                           |
| Súng ngắn hơi 25 mét đồng đội          | Ấn Độ · Rhythm Sangwan · Manu Bhaker · Esha Singh             | Trung Quốc · Liu Rui · Feng Si-xuan · Zhao Nan                              | Hàn Quốc · Sim Eun-ji · Kim La-na · Yang Ji-in                                  |
| Súng trường hơi 10 mét                 | Huang Yu-ting · Trung Quốc                                    | Han Jia-yu · Trung Quốc                                                     | Ramita Jindal · Ấn Độ                                                           |
| Súng trường hơi 10 mét đồng đội        | Trung Quốc · Han Jia-yu · Huang Yu-ting · Wang Zhi-lin        | Ấn Độ · Ramita Jindal · Ashi Chouksey · Mehuli Ghosh                        | Mông Cổ · Gankhuyag Nandinzaya · Oyuunbatyn Yesügen · Narantuya Chuluunbadrakh  |
| Súng trường 3 tư thế 50 mét            | Sift Kaur Samra · Ấn Độ                                       | Zhang Qiong-yue · Trung Quốc                                                | Ashi Chouksey · Ấn Độ                                                           |
| Súng trường 3 tư thế 50 mét đồng đội   | Trung Quốc · Zhang Qiong-yue · Xia Si-yu · Han Jia-yu         | Ấn Độ · Sift Kaur Samra · Manini Kaushik · Ashi Chouksey                    | Hàn Quốc · Lee Kye-rim · Bae Sang-hee · Lee Eun-seo                             |
| Bắn mục tiêu di chuyển 10 mét          | Zukhra Irnazarova · Kazakhstan                                | Ri Ji-ye · CHDCND Triều Tiên                                                | Paek Ok-sim · CHDCND Triều Tiên                                                 |
| Bắn mục tiêu di chuyển 10 mét đồng đội | CHDCND Triều Tiên · Ri Ji-ye · Pang Myong-hyang · Paek Ok-sim | Kazakhstan · Alexandra Saduakassova · Zukhra Irnazarova · Fatima Irnazarova | Indonesia · Rica Nensi Perangin Angin · Nourma Try Indriani · Feny Bachtiar     |
| Bắn trap                               | Zhang Xin-qiu · Trung Quốc                                    | Wu Cui-cui · Trung Quốc                                                     | Mariya Dmitriyenko · Kazakhstan                                                 |
| Bắn trap đồng đội                      | Trung Quốc · Zhang Xin-qiu · Wu Cui-cui · Li Qing-nian        | Ấn Độ · Preeti Rajak · Manisha Keer · Rajeshwari Kumari                     | Kazakhstan · Anastassiya Prilepina · Aizhan Dosmagambetova · Mariya Dmitriyenko |
| Bắn skeet                              | Jiang Yi-ting · Trung Quốc                                    | Gao Jin-mei · Trung Quốc                                                    | Assem Orynbay · Kazakhstan                                                      |
| Bắn skeet đồng đội                     | Kazakhstan · Zoya Kravchenko · Assem Orynbay · Olga Panarina  | Trung Quốc · Gao Jin-mei · Huang Si-xue · Jiang Yi-ting                     | Thái Lan · Isarapa Imprasertsuk · Sutiya Jiewchaloemmit · Nutchaya Sutarporn    |

### Đồng đội hỗn hợp
| Nội dung                        | Vàng                                           | Bạc                                                  | Đồng                                           |
| ------------------------------- | ---------------------------------------------- | ---------------------------------------------------- | ---------------------------------------------- |
| Súng ngắn hơi 10 mét đồng đội   | Trung Quốc · Zhang Bo-wen · Jiang Ran-xin      | Ấn Độ · Divya T. S. · Sarabjot Singh                 | Hàn Quốc · Lee Won-ho · Kim Bo-mi              |
| Súng ngắn hơi 10 mét đồng đội   | Trung Quốc · Zhang Bo-wen · Jiang Ran-xin      | Ấn Độ · Divya T. S. · Sarabjot Singh                 | Iran · Hanieh Rostamian · Amir Joharikhu       |
| Súng trường hơi 10 mét đồng đội | Trung Quốc · Sheng Li-hao · Huang Yu-ting      | Uzbekistan · Javokhir Sokhibov · Mukhtasar Tokhirova | Kazakhstan · Alexandra Le · Islam Satpayev     |
| Súng trường hơi 10 mét đồng đội | Trung Quốc · Sheng Li-hao · Huang Yu-ting      | Uzbekistan · Javokhir Sokhibov · Mukhtasar Tokhirova | Hàn Quốc · Lee Eun-seo · Park Ha-jun           |
| Bắn skeet đồng đội              | Kazakhstan · Assem Orynbay · Eduard Yechshenko | Kuwait · Eman Al Shamaa · Abdullah Al-Rashidi        | Trung Quốc · Jiang Yi-ting · Liu Jiang-chi     |
| Bắn skeet đồng đội              | Kazakhstan · Assem Orynbay · Eduard Yechshenko | Kuwait · Eman Al Shamaa · Abdullah Al-Rashidi        | Qatar · Reem Al-Sharshani · Rashid Saleh Hamad |